# Вентильный двигатель
Ве́нтильный электродви́гатель (ВД) — разновидность электродвигателя постоянного тока, у которого щёточно-коллекторный узел (ЩКУ) заменён полупроводниковым коммутатором, управляемым датчиком положения ротора.
Механическая и регулировочная характеристики вентильного двигателя линейны и идентичны механической и регулировочной характеристикам электродвигателя постоянного тока. Как и электродвигатели постоянного тока, вентильные двигатели работают от сети постоянного тока. ВД можно рассматривать как двигатель постоянного тока, в котором щёточно-коллекторный узел заменён электроникой, что подчёркивается словом «вентильный», то есть «управляемый силовыми ключами» (вентилями).
Фазные токи вентильного двигателя имеют синусоидальную форму. Как правило, в качестве усилителя мощности применяется автономный инвертор напряжения с широтно-импульсной модуляцией (ШИМ).
Вентильный двигатель следует отличать от бесколлекторного двигателя постоянного тока (БДПТ), который имеет трапецеидальное распределение магнитного поля в зазоре и характеризуется прямоугольной формой фазных напряжений. Структура БДПТ проще, чем структура ВД (отсутствует преобразователь координат, вместо ШИМ используется 120- или 180-градусная коммутация, реализация которой проще ШИМ).
В русскоязычной литературе двигатель называют вентильным, если противо-ЭДС управляемой синхронной машины синусоидальная, а бесколлекторным двигателем постоянного тока, если противо-ЭДС трапецеидальная.
В англоязычной литературе такие двигатели обычно не рассматриваются отдельно от электропривода и упоминаются под аббревиатурами PMSM (Permanent Magnet Synchronous Motor) или BLDC (Brushless Direct Current Motor). Стоит отметить, что аббревиатура PMSM в англоязычной литературе чаще используется для обозначения самих синхронных машин с постоянными магнитами и с синусоидальной формой фазных противо-ЭДС, в то время как аббревиатура BLDC аналогична русской аббревиатуре БДПТ и относится к двигателям с трапецеидальной формой противо-ЭДС (если иная форма не оговорена специально).
Вообще говоря, вентильный двигатель не является электрической машиной в традиционном понимании, поскольку его проблематика затрагивает ряд вопросов, связанных с теорией электропривода и систем автоматического управления: структурная организация, использование датчиков и электронных компонентов, а также программное обеспечение.
Вентильные двигатели, сочетающие в себе надёжность машин переменного тока с хорошей управляемостью машин постоянного тока, являются альтернативой двигателям постоянного тока, которые характеризуются рядом изъянов, связанных со ЩКУ, таких как искрение, помехи, износ щёток, плохой теплоотвод якоря и пр. Отсутствие ЩКУ позволяет применять ВД в тех приложениях, где использование ДПТ затруднено или невозможно.

## Описание и принцип работы[1]
Двигатель состоит из постоянного магнита-ротора, вращающегося в магнитном поле катушек статора, по которым проходит ток, коммутируемый ключами (вентилями), управляемыми микроконтроллером. Микроконтроллер переключает катушки таким образом, чтобы взаимодействие их поля с полем ротора создавало крутящий момент при любом его положении.
На входы преобразователя координат (ПК) поступают напряжения постоянного тока {\displaystyle u_{q},} действие которого аналогично напряжению якоря двигателя постоянного тока, и {\displaystyle u_{d},} аналогичное напряжению возбуждения двигателя постоянного тока (аналогия действует при рассмотрении схемы независимого возбуждения двигателя постоянного тока).
Сигналы {\displaystyle u_{d},~u_{q},} представляют собой проекции вектора напряжения управления {\displaystyle {\vec {U_{y}}}=\{u_{d},~u_{q}\}} на оси вращающейся системы координат {\displaystyle \{d,q\},} связанной с ротором ВД (а точнее — с вектором потока ротора). Преобразователь координат осуществляет преобразование проекций {\displaystyle u_{d},~u_{q}} в проекции {\displaystyle u_{\alpha },~u_{\beta }} неподвижной системы координат {\displaystyle \{\alpha ,\beta \},} связанной со статором.
Как правило, в системах управления электропривода задаётся {\displaystyle u_{d}=0}, при этом уравнения преобразования координат принимают вид:
{\displaystyle u_{\alpha }=-u_{q}\cdot \sin {\theta },}
{\displaystyle u_{\beta }=u_{q}\cdot \cos {\theta },}
где {\displaystyle \theta } — угол поворота ротора (и системы вращающихся координат) относительно оси {\displaystyle \alpha } неподвижной системы координат.
Для измерения мгновенного значения угла {\displaystyle \theta } на валу ВД устанавливается датчик положения ротора (ДПР).
По сути, {\displaystyle u_{q}} является в этом случае заданием значения амплитуды фазных напряжений. А ПК, осуществляя позиционную модуляцию сигнала {\displaystyle u_{q},} формирует гармонические сигналы {\displaystyle u_{\alpha },u_{\beta },} которые усилитель мощности (УМ) преобразует в фазные напряжения {\displaystyle u_{A},u_{B}.} Синхронный двигатель в составе вентильного двигателя часто называют синхронным электромеханическим преобразователем (СЭМП).
Как правило, электронная часть ВД коммутирует фазы статора синхронной машины так, чтобы вектор магнитного потока статора был ортогонален вектору магнитного потока ротора (т. н. векторное управление). При соблюдении ортогональности потоков статора и ротора обеспечивается поддержание максимального вращающего момента ВД в условиях изменения частоты вращения, что предотвращает выпадение ротора из синхронизма и обеспечивает работу синхронной машины с максимально возможным для неё КПД. Для определения текущего положения потока ротора вместо датчика положения ротора могут использоваться токовые датчики (косвенное измерение положения).
Электронная часть современного ВД содержит микроконтроллер и транзисторный мост, а для формирования фазных токов используется принцип широтно-импульсной модуляции (ШИМ). Микроконтроллер отслеживает соблюдение заданных законов управления, а также производит диагностику системы и её программную защиту от аварийных ситуаций.
Иногда датчик положения ротора отсутствует, а положение оценивается системой управления по измерениям токовых датчиков с помощью наблюдателей (т. н. «бездатчиковое» управление ВД). В таких случаях за счёт удаления дорогостоящего и зачастую громоздкого датчика положения уменьшается цена и массо-габаритные показатели электропривода с ВД, однако усложняется управление, снижается точность определения положения и скорости.
В приложениях средней и большой мощности в систему могут дополнительно включаться электрические фильтры для смягчения негативных эффектов ШИМ: перенапряжений на обмотках, подшипниковых токов и снижения КПД. Впрочем, это характерно для всех типов двигателей.

## Достоинства и недостатки
Вентильные двигатели призваны объединить в себе лучшие качества двигателей переменного тока и двигателей постоянного тока. Это обусловливает их достоинства.
Достоинства:
- Широкий диапазон изменения частоты вращения
- Бесконтактность и отсутствие узлов, требующих частого обслуживания (коллектора)
- Возможность использования во взрывоопасной и агрессивной среде
- Большая перегрузочная способность по моменту
- Высокие энергетические показатели (КПД выше 90 %)
- Большая удельная мощность, что позволяет использовать такой двигатель например для беспилотных летательных аппаратов, личного электротранспорта (электровелосипеды, электросамокаты, сегвеи, гироскутеры, моноколёса, и так далее), ручных пылесосов, радиоуправляемых моделей, компьютерных вентиляторов.
- Большой срок службы и высокая надёжность за счёт отсутствия скользящих электрических контактов.
- Возможность работы в режиме генератора, например, при рекуперативном торможении.

Вентильные двигатели характеризуются и некоторыми недостатками, главный из которых — высокая стоимость. Однако, говоря о высокой стоимости, следует учитывать и тот факт, что вентильные двигатели обычно используются в дорогостоящих системах с повышенными требованиями по точности и надёжности.
Недостатки:
- Высокая стоимость двигателя, обусловленная частым использованием дорогостоящих постоянных магнитов в конструкции ротора. Стоимость электропривода с ВД, однако, сопоставима со стоимостью аналогичного электропривода на основе ДПТ с независимым возбуждением (регулировочные характеристики такого двигателя и ВД сопоставимы). Вообще говоря, в вентильном двигателе может быть использован и ротор с электромагнитным возбуждением, однако это сопряжено с комплексом практических неудобств. В ряде случаев предпочтительным оказывается применение асинхронного двигателя с преобразователем частоты.
- Относительно сложная структура двигателя и управление им.

## Конструкция
Конструктивно современные вентильные приводы состоят из электромеханической части (синхронной машины и датчика положения ротора) и из управляющей части (микроконтроллер и силовой мост).
Упоминая о конструкции ВД, полезно иметь в виду и неконструктивный элемент системы — программу (логику) управления.
Синхронная машина, используемая в ВД, состоит из шихтованного (собранного из отдельных электрически изолированных листов электротехнической стали — для снижения вихревых токов) статора, в котором расположена многофазная (обычно двух- или трёхфазная) обмотка, и ротора (обычно на постоянных магнитах).
В качестве датчиков положения ротора в БДПТ применяются датчики Холла, а в ВД — вращающиеся трансформаторы и накапливающие датчики. В т. н. «бездатчиковых» системах информация о положении определяется системой управления по мгновенным значениям фазных токов.
Информация о положении ротора обрабатывается микропроцессором, который, согласно программе управления, вырабатывает управляющие ШИМ-сигналы. Низковольтные ШИМ-сигналы микроконтроллера затем преобразуются усилителем мощности (обычно транзисторным мостом) в силовые напряжения, подаваемые на двигатель.
Совокупность датчика положения ротора и электронного узла в ВД и БДПТ можно с определённой долей достоверности сравнить с щёточно-коллекторным узлом ДПТ. Однако следует помнить, что двигатели редко применяются вне электропривода. Таким образом, электронная аппаратура характерна для ВД почти в той же степени, что и для ДПТ.

### Статор
Статор имеет традиционную конструкцию. Он состоит из корпуса, сердечника из электротехнической стали и медной обмотки, уложенной в пазы по периметру сердечника. Обмотка разбита на фазы, которые уложены в пазы таким образом, что пространственно сдвинуты друг относительно друга на угол, определяемый числом фаз. Известно, что для равномерного вращения вала двигателя машины переменного тока достаточно двух фаз. Обычно синхронные машины, применяемые в ВД, трёхфазные, однако встречаются также и ВД с четырёх- и шестифазными обмотками.

### Ротор
По расположению ротора вентильные двигатели делятся на внутрироторные (англ. inrunner) и внешнероторные (англ. outrunner).
Ротор изготавливается с использованием постоянных магнитов и имеет обычно от двух до шестнадцати пар полюсов с чередованием северного и южного полюсов.
Для изготовления ротора раньше использовались ферритовые магниты, что определялось их распространённостью и дешевизной. Однако такие магниты характеризуются низким уровнем магнитной индукции. В настоящее время интенсивно используются магниты из сплавов редкоземельных элементов, поскольку они позволяют получить более высокий уровень магнитной индукции и уменьшить размер ротора.

### Датчик положения ротора
Датчик положения ротора (ДПР) реализует обратную связь по положению ротора. Его работа может быть основана на разных принципах — фотоэлектрическом, индуктивном, трансформаторном, на эффекте Холла и проч.
Наибольшую популярность приобрели датчики Холла и фотоэлектрические датчики, обладающие низкой инерционностью и обеспечивающие малые запаздывания в канале обратной связи по положению ротора.
Обычно фотоэлектрический датчик содержит три неподвижных фотоприёмника, между которыми находится вращающаяся маска с рисками, жёстко закреплённая на валу ротора ВД.

Таким образом, ДПР обеспечивает информацию о текущем положении ротора ВД для системы управления.

### Система управления
Система управления содержит микроконтроллер, управляющий силовым инвертором согласно заданной программе. В качестве силовых ключей инвертора обычно применяют транзисторы MOSFET (ВД малых и средних мощностей) или IGBT (ВД средних и больших мощностей), реже — тиристоры.
Основываясь на информации, полученной от ДПР, микроконтроллер формирует ШИМ-сигналы, которые усиливаются инвертором и подаются на обмотку синхронной машины.

## Применение
Благодаря высокой надёжности и хорошей управляемости вентильные двигатели применяются в широком спектре приложений: от компьютерных вентиляторов и CD/DVD-приводов до роботов и космических ракет.
Широкое применение ВД нашли в промышленности, особенно в системах регулирования скорости с большим диапазоном и высоким темпом пусков, остановок и реверса; авиационной технике, автомобильном машиностроении, биомедицинской аппаратуре, бытовой технике и пр.
Также этот тип двигателей широко распространен в силовых приводах для моделей, а также на различных беспилотных летательных аппаратах, к примеру квадрокоптерах.